# International Computer Science Symposium in Russia
Pour les articles homonymes, voir CSR.
La conférence International Computer Science Symposium in Russia  (abrégée en CSR) est une conférence scientifique dans le domaine de l’informatique théorique. CSR a lieu chaque année depuis  2006, habituellement en juin ou plus tard, dans des villes universitaires russes ; la conférence est organisé en partenariat avec l'EATCS. L'entreprise Yandex soutient le colloque par des prix du meilleur article d'étudiants.

## Thèmes de la conférence
Les premières conférences, de 2006 à 2009, étaient composées de deux suites : le  Theory Track  et le Applications and Technology Track. Depuis 2010, une seule séquence est organisée ; les thèmes varient d'une année à l’autre, mais les tendances principales de l’informatique contemporaine sont respectées. 
Les thèmes représentés à la conférence comprennent 
- algorithmes et structures de données
- complexité algorithmique
- calcul aléatoire, algorithmes d'approximation
- optimisation combinatoire, satisfaction des contraintes
- géométrie algorithmique
- langages formels et automates
- codes et cryptographie
- combinatoire en informatique
- applications de la logique à l'informatique, complexité des preuves
- principes fondamentaux de l'apprentissage machine
- aspects théoriques des big data

## Audience
L'audience de la conférence se mesure à l'intérêt manifesté par la communauté scientifique : à CSR 2018, 42 articles ont été soumis par des auteurs ; 24 articles ont été retenus pour une présentation à la conférence ; chaque article a été référé par au moins trois membres du comité de programme. En 2014, le classement de Microsoft classe la conférence dans le 5e cercle dans sa liste. et le portail Core la classe en catégorie C .

## Actes
Les actes des colloques sont publiés, depuis le début, dans la série des Lecture Notes in Computer Science (en) Springer Science+Business Media, et les articles référencés dans la base de données DBLP. 
Une sélection des communications est publiée dans un numéro spécial d'une revue ; pour 2019 comme pour 2014, c'est Theory of Computing Systemsde Springer. 

## Articles liés
- Liste des principales conférences d'informatique théorique.